# Centre for Deaf Studies Bristol
Das Centre for Deaf Studies (CDS) war eine Abteilung der University of Bristol in England im Bereich der Deaf Studies, die als Studium der „Sprache, Gemeinschaft und Kultur gehörloser Menschen“ definiert wurden. Das 1978 gegründete Zentrum war wohl die erste Hochschule in Europa, „die sich ausschließlich auf Forschung und Bildung konzentriert, die der Gehörlosengemeinschaft zugute kommen sollen“. Das Zentrum war führend bei der Etablierung der Disziplinen Deaf Studies und Gehörlosigkeit (Deafhood). Es verwendete die British Sign Language (BSL), verfolgte eine Politik der zweisprachigen Kommunikation in BSL und Englisch und beschäftigte mehrheitlich gehörlose Lehrkräfte.
Das Zentrum bot Bachelor of Science- (BSc) und Master of Science-  (MSc) Studiengänge sowie Forschungsabschlüsse auf MPhil- und PhD-Niveau an. Die Universität Bristol gab im Mai 2010 Pläne bekannt, den BSc-Studiengang zu schließen, nachdem eine Kampagne der Unterstützer und Mitarbeiter des Zentrums dagegen gescheitert war. Bis 2013 wurde das Zentrum von der Universität im Rahmen eines Entlassungs- und Personalabbauprogramms schrittweise geschlossen.

## Geschichte
Das Zentrum wurde im Jahr 1978 gegründet. Die frühen Forschungen zum Erwerb und zur Verwendung von BSL waren die ersten geförderten Forschungen zu diesem Thema im Vereinigten Königreich. 1980 erstellte das Zentrum das erste Handbuch für BSL, gefolgt vom ersten Lehrbuch über die Sprache im Jahr 1985. 1980 veranstaltete das Zentrum die erste nationale Konferenz zur Gebärdensprache im Vereinigten Königreich und im folgenden Jahr war es Gastgeber der ersten internationalen Konferenz zur Gebärdensprache im Vereinigten Königreich. Außerdem organisierte es 1985 den ersten internationalen Workshop für Gehörlosenforscher.
Im Jahr 1984 prägte das Zentrum den Begriff Deaf Studies, und 2001 richtete es die erste Professur für diese Disziplin ein. Ebenfalls 2001 wurde ein gehörloser Direktor eingestellt; es war das erste Mal, dass ein gehörloser Leiter eines europäischen akademischen Zentrums an der Spitze stand. 2003 machte das Buch Understanding Deaf Culture: In Search of Deafhooddes am Zentrum tätigen Forschers Paddy Ladd den Begriff Deafhood, den Ladd 1990 geprägt hatte, populär.
Die Forschung des Zentrums umfasste fünf Bereiche: Sprache, Linguistik und Literatur der Gebärdensprache, Erwerb der Gebärdensprache, Gemeinschafts- und Gehörlosenkultur (Deafhood), Kognition und Psychologie sowie die Anwendung von Technologien wie Videotelefonie und E-Learning. Ein audiovisuelles Telefon wurde bei der Polizei von Avon und Somerset getestet.

## Kurse und Mitarbeiter
Das Zentrum war ein Innovator im Bildungsbereich. 1981 bot es den ersten universitären Zertifikatskurs in BSL für Berufstätige an. 1985 begann es mit einem Diplomkurs in Sozialwissenschaften in Deaf Studies. 1987 folgte ein Teilzeitkurs in Gebärdensprachdolmetschen, der 1990 zu einem Vollzeitkurs wurde. 1992 richtete das Zentrum das erste Vollzeit-Ausbildungsprogramm auf Universitätsniveau für Gehörlose ein, welches in Gebärdensprache unterrichtet wurde. 1993 wurde ein Diploma of Higher Education eingeführt, der erste Bachelorstudiengang in Deaf Studies im Vereinigten Königreich, und 1999 folgten der erste BSc und MSc in Deaf Studies.
Die Universität war eine der wenigen Universitäten im Vereinigten Königreich, die einen Bachelor-Studiengang in Deaf Studies anbot. Im Mai 2010 kündigte die Universität Pläne an, den Bachelor-Studiengang einzustellen, um 15 Millionen Pfund einzusparen. Die Kampagne dagegen konzentrierte sich auf die mangelnde Gerechtigkeit bei der gezielten Behandlung von Mitarbeitern und Studenten mit anderen Bedürfnissen sowie auf die Aggressivität des Ansatzes der Universität gegenüber dem CDS unter der Leitung der Dekanin Dr. Judith Squires. Der Studiengang wurde schließlich eingestellt und die letzten Studenten des Bachelor-Studiengangs schlossen diesen 2013 ab.
Das Zentrum bot Aufbaustudiengänge an: ein Zertifikat und Diplom in Deaf Studies sowie einen MSc in Deaf Studies. Das Zentrum bot auch eine Reihe von Kurzkursen an, darunter BSL, BSL-Dolmetschen und Deaf Studies. Deafstation, ein täglicher Nachrichtendienst in BSL, wurde zusätzlich vom Zentrum betrieben.
2012, kurz vor der Schließung, wurde das Zentrum von Sandra Smith geleitet. Den Harry-Crook-Lehrstuhl für Deaf Studies hatte Jim Kyle inne, der über 20 Jahre in Bristol lehrte und ein führender Experte für Gehörlosenpolitik ist. Zu den weiteren Forschern gehörten u. a. Paddy Ladd sowie Sarah Batterbury und mehrere andere Wissenschaftler. Die Mehrheit des Lehrpersonals war gehörlos. Ende 2012 wurden den wissenschaftlichen Mitarbeitern entweder Teilzeitverträge oder Entlassungen mit Wirkung ab 2013 angeboten. Alle, außer Prof. Kyle, nahmen die Entlassungen an. Die Gehörlosengemeinschaft warf der Universität Bristol vor, das Zentrum durch Personalabbau schließen zu wollen.

## Schließung
Die Universität nahm im Jahr 2013 keine Studenten mehr auf. Der Universitätsrat verabschiedete eine Resolution mit nur einer Gegenstimme. Die Schließung des CDS war das erste Ereignis eines doppelten Schocks für die Gehörlosengemeinschaft in Bristol. Gleich am nächsten Tag gab der Bristol Deaf Club (eine Organisation, die nicht mit dem CDS verbunden ist, aber von vielen CDS-Mitarbeitern besucht wird und die Drehscheibe der Gehörlosengemeinschaft in Bristol ist) bekannt, dass er sein Gebäude an die Elim-Kirche verkauft.